# UCI Africa Tour 2009
Die UCI Africa Tour ist der vom Weltradsportverband UCI zur Saison 2005 eingeführte afrikanische Straßenradsport-Kalender unterhalb der UCI ProTour. Die fünfte Saison beginnt am 1. Oktober 2008 und endet am 30. September 2009.
Die Eintagesrennen und Etappenrennen der UCI Africa Tour sind in drei Kategorien (HC, 1 und 2) eingeteilt.

## Gesamtstand
(Endstand: 30. September 2009)
| Platz | Fahrer               |             | Punkte |
| ----- | -------------------- | ----------- | ------ |
| 1.    | Dan Craven           | Namibia     | 123    |
| 1.    | Jamie Ball           | Sudafrika   | 123    |
| 3.    | Guy Smet             | Belgien     | 92     |
| 4.    | Jay Robert Thomson   | Sudafrika   | 89     |
| 5.    | Filipe Cardoso       | Portugal    | 87     |
| 6.    | Sadrak Téguimaha     | Kamerun     | 79     |
| 7.    | Daryl Impey          | Sudafrika   | 78     |
| 8.    | Joeri Calleeuw       | Belgien     | 77     |
| 9.    | Alexander Dymowskich | Kasachstan  | 76     |
| 10.   | Hassan Zahboune      | Marokko     | 75     |
| 30.   | Christoph Springer   | Deutschland | 40     |

| Platz | Team                      |                        | Punkte |
| ----- | ------------------------- | ---------------------- | ------ |
| 1.    | Barloworld                | Vereinigtes Konigreich | 261    |
| 2.    | MTN Cycling               | Sudafrika              | 195    |
| 3.    | Rapha Condor              | Vereinigtes Konigreich | 144    |
| 4.    | Liberty Seguros           | Portugal               | 133    |
| 5.    | House of Paint            | Sudafrika              | 129    |
| 6.    | CCC Polsat Polkowice      | Polen                  | 109    |
| 7.    | Doha Team                 | Katar                  | 99     |
| 8.    | Heraklion-Nessebar        | Griechenland           | 88     |
| 9.    | Team Neotel-Stegcomputer  | Sudafrika              | 86     |
| 10.   | Jong Vlaanderen-Bauknecht | Belgien                | 77     |
| 15.   | Team Kuota-Indeland       | Deutschland            | 21     |

| Platz | Nation       | Punkte |
| ----- | ------------ | ------ |
| 1.    | Südafrika    | 1050,5 |
| 2.    | Tunesien     | 453,98 |
| 3.    | Algerien     | 309    |
| 4.    | Kamerun      | 228    |
| 5.    | Burkina Faso | 141    |
| 6.    | Marokko      | 139    |
| 7.    | Libyen       | 134    |
| 8.    | Lesotho      | 123    |
| 8.    | Namibia      | 123    |
| 10.   | Eritrea      | 100    |

| Platz | Nation (U23)   | Punkte |
| ----- | -------------- | ------ |
| 1.    | Südafrika      | 179    |
| 2.    | Eritrea        | 46     |
| 3.    | Libyen         | 34     |
| 4.    | Ägypten        | 28     |
| 5.    | Algerien       | 25     |
| 6.    | Lesotho        | 12     |
| 7.    | Elfenbeinküste | 7      |
| 8.    | Senegal        | 6      |
| 8.    | Tunesien       | 6      |

## Rennkalender

### Oktober 2008
| Datum  | Rennen                                    | Kat. | Sieger           | Team                |
| ------ | ----------------------------------------- | ---- | ---------------- | ------------------- |
| 2.–5.  | Grand Prix Chantal Biya                   | 2.2  | Thomas Rostollan | AVC Aix-en-Provence |
| 9.–18. | Tour du Sénégal                           | 2.2  | Joeri Calleeuw   | Vlaanderen/Martin   |
| 19.    | Pick n Pay Amashovashova National Classic | 1.2  | Malcolm Lange    | Team MTN            |
| 26.–4. | Tour du Faso                              | 2.2  | Guy Smet         | Belgien             |

### November 2008
| Datum | Rennen                                       | Kat. | Sieger               | Team      |
| ----- | -------------------------------------------- | ---- | -------------------- | --------- |
| 7.    | Afrikameisterschaft – Einzelzeitfahren       | CN   | Jay Robert Thomson   | Südafrika |
| 7.    | Afrikameisterschaft – Einzelzeitfahren (U23) | CN   | Daniel Teklehaymanot | Eritrea   |
| 11.   | Afrikameisterschaft – Straßenrennen          | CN   | Dan Craven           | Namibia   |
| 11.   | Afrikameisterschaft – Straßenrennen (U23)    | CN   | Hichem Chaabane      | Algerien  |

### Januar
| Datum   | Rennen                    | Kat. | Sieger             | Team                  |
| ------- | ------------------------- | ---- | ------------------ | --------------------- |
| 13.–18. | La Tropicale Amissa Bongo | 2.1  | Matthieu Ladagnous | La Française des Jeux |

### Februar
| Datum   | Rennen                        | Kat. | Sieger             | Team                     |
| ------- | ----------------------------- | ---- | ------------------ | ------------------------ |
| 10.–15. | Ägypten-Rundfahrt             | 2.2  | Christoph Springer | Heraklion-Nesebar-Kastro |
| 13.     | Worlds View Challenge 1       | 1.1  | nicht ausgetragen  |                          |
| 14.     | Worlds View Challenge 2       | 1.1  | nicht ausgetragen  |                          |
| 15.     | Worlds View Challenge 3       | 1.1  | nicht ausgetragen  |                          |
| 17.     | Grand Prix of Sharm el-Sheikh | 1.2  | Iwajlo Gabrowski   | Heraklion-Nesebar-Kastro |
| 20.–1.  | Tour du Cameroun              | 2.2  | David Clarke       | Nordland-Hamburg         |

### März
| Datum   | Rennen               | Kat. | Sieger            | Team       |
| ------- | -------------------- | ---- | ----------------- | ---------- |
| 4.      | Giro del Capo Race 1 | 1.2  | Robert Hunter     | Barloworld |
| 5.      | Giro del Capo Race 2 | 1.2  | Chris Froome      | Barloworld |
| 6.      | Giro del Capo Race 3 | 1.2  | Steve Cummings    | Barloworld |
| 8.      | Giro del Capo Race 4 | 1.2  | Arran Brown       | Medscheme  |
| 14.–20. | Tour of Libya        | 2.2  | nicht ausgetragen |            |
| 29.–5.  | Tour of South Africa | 2.2  | nicht ausgetragen |            |

### April
| Datum   | Rennen                         | Kat. | Sieger               | Team      |
| ------- | ------------------------------ | ---- | -------------------- | --------- |
| 7.      | Grand Prix Banque de l'Habitât | 1.2  | nicht ausgetragen    |           |
| 10.–19. | Tour du Maroc                  | 2.2  | Alexander Dymowskich | Brisaspor |

### August
| Datum   | Rennen                   | Kat. | Sieger   | Team |
| ------- | ------------------------ | ---- | -------- | ---- |
| 10.–15. | Tour Ivoirien de la Paix | 2.2  | abgesagt |      |
| 28.–6.  | Tour Angola              | 2.2  | abgesagt |      |

### September
| Datum | Rennen                                   | Kat. | Sieger      | Team |
| ----- | ---------------------------------------- | ---- | ----------- | ---- |
| 13.   | Powerade Dome 2 Dome Cycling Spectacular | 1.2  | Arran Brown |      |